# Golčův Jeníkov (starý zámek)
Starý zámek stojí ve městě Golčův Jeníkov, nedaleko nového zámku a tvrze. Jedná se o jednu z částí tzv. zámeckého komplexu v Golčově Jeníkově. Je chráněn jako kulturní památka České republiky.

## Historie
V roce 1766 zakoupili panství Golčův Jeníkov Krakovští z Kolovrat. V letech 1774-1775 nechal Leopold Krakovský ve městě postavit budovu starého zámku. Jeho prvotní úlohu bylo poskytnutí zázemí pro správu panství a tuto funkci vykonával do roku 1828, kdy ji převzal nový zámek. Starý zámek byl posléze přeměněn na byty. V roce 1830 se majitelkou stala hraběnka Terezie z Trautmannsdorfu. Ta v letech 1834-1836 nechala budovu zámku zbořit a na jeho místě vystavět nový objekt, který sloužil jako pivovar. Zároveň došlo ke zmizení posledních stop po zábělčické tvrzi. Dnes zde najdeme Restauraci Na zámku.